# سيلاريوس أكتوس
سيلاريوس أكتوس (الاسم العلمي:Scyllarus arctus) هي نوع، في جنس Scyllarus ‏.